# Nazionale maschile di hockey su prato della Gran Bretagna
La nazionale di hockey su prato della Gran Bretagna (o della Gran Bretagna e Irlanda del Nord) è la squadra di hockey su prato rappresentativa del Regno Unito. Partecipa esclusivamente alle Olimpiadi e all'Hockey Champions Trophy, mentre ai mondiali, agli europei e in tutte le altre competizioni competono le quattro nazioni separatamente: Galles, Inghilterra, Scozia e Irlanda (che comprende sia la Repubblica d'Irlanda che l'Irlanda del Nord).

## Partecipazioni

### Olimpiadi
- 1908 – non partecipa (partecipano le nazioni separatamente)
- 1920 – Campione
- 1928 – non partecipa
- 1932 – non partecipa
- 1936 – non partecipa
- 1948 – 2º posto
- 1952 – 3º posto
- 1956 – 4º posto
- 1960 – 4º posto
- 1964 – Primo turno
- 1968 – 12º posto
- 1972 – 6º posto
- 1976 – non partecipa
- 1980 – non partecipa
- 1984 – 3º posto
- 1988 – Campione
- 1992 – 6º posto
- 1996 – 7º posto
- 2000 – 6º posto
- 2004 – 9º posto
- 2008 - 5º posto

### Champions Trophy
- 1978 – 3º posto
- 1980 – 7º posto
- 1981 – non partecipa
- 1982 – non partecipa
- 1983 – non partecipa
- 1984 – 3º posto
- 1985 – 2º posto
- 1986 – 4º posto
- 1987 – 4º posto
- 1988 – 6º posto
- 1989 – 5º posto
- 1990 – 6º posto
- 1991 – 5º posto
- 1992 – 5º posto
- 1993 – non partecipa
- 1994 – 6º posto
- 1995 – non partecipa
- 1996 – non partecipa
- 1997 – non partecipa
- 1998 – non partecipa
- 1999 – non partecipa
- 2000 – 6º posto
- 2001 – non partecipa
- 2002 – non partecipa
- 2003 – non partecipa
- 2004 - non partecipa
- 2005 – non partecipa
- 2006 – non partecipa
- 2007 – 6º posto
- 2008 – non partecipa